# Васнецов, Андрей Владимирович
Андре́й Влади́мирович Васнецо́в (24 февраля 1924, Москва — 6 декабря 2009, Москва) — советский и российский живописец, весомая фигура среди московских художников послесталинской эпохи, один из основоположников «сурового стиля», педагог; внук живописца Виктора Васнецова. 
Действительный член Академии художеств СССР — Российской академии художеств (с 1988). Народный художник СССР (1991), лауреат Государственной премии СССР (1979), Премии Совета министров СССР (1985), премии Ленинского комсомола (1972), Премии Президента Российской Федерации (1999). Участник Великой Отечественной войны.

## Биография
С детства занимался в изостудии. Продолжил художественное обучение в московском Доме пионеров.
В ходе войны был призван в Красную Армию. С ноября 1942 года в боевых частях Брянского фронта. Служил в частях 48-й армии сначала рядовым, позднее сержантом и комсоргом батальона. Прошёл с боями от Орла до Кёнигсберга. Награждён орденом и медалями.
В августе 1945 года после окончания войны в рядах особого подразделения художников принимал участие в создании выставки «Боевой путь 3-го Белорусского фронта» под руководством известного московского художника Андрея Дмитриевича Гончарова.
В 1946 году, демобилизовавшишсь, поступил на факультет монументальной живописи Московского института прикладного и декоративного искусства. Среди преподавателей были такие художники как А. А. Дейнека, А. Д. Гончаров, П. П. Соколов-Скаля. В 1953 году защитил диплом с отличием в Ленинградском высшем художественно-промышленном училище им. В. Мухиной
С 1975 года преподавал в Московском Полиграфическом институте, где в 1980 году стал заведующим кафедрой рисунка, живописи и композиции. С 1986 года — профессор этого института.
Автор статей о монументальном искусстве, о творчестве современных мастеров в сборниках «Советская живопись», «Советское монументальное искусство», журналах: «Творчество», «Декоративное искусство СССР», «Московский художник».
Также активно занимался и общественной деятельностью. Член Союза художников с 1956 года. С 1983 года — секретарь правления, а с 1988 по 1992 год — председатель правления Союза художников СССР.
Действительный член Академии художеств СССР (1988), с 1998 — член Президиума Российской академии художеств. Был почётным председателем Фонда Васнецовых.
Член ВКП(б) с 1948 года. Избирался депутатом 1-го съезда народных депутатов СССР.
Скончался 6 декабря 2009 года в Москве на 86-м году жизни после продолжительной тяжёлой болезни. После отпевания похоронен на Введенском кладбище (18 уч.).

### Семья
Андрей Васнецов родился в творческой семье. Его дед Виктор Васнецов (1848—1926), известный русский художник, мастер живописи на исторические и фольклорные сюжеты. Двоюродный дед Аполлинарий Васнецов, также русский художник, мастер исторической живописи, искусствовед.
Отец, Владимир Викторович Васнецов (1889—1953), профессор Московского университета. Мать Надежда Петровна (1886—1951), учительница. Брат Юрий погиб в 1941 году при обороне Калинина.
Супруга, Ирина Ивановна Васнецова (Анисимова) (1927—2014), также художник, член Союза художников с 1959 года, работала в области декоративно-монументальной скульптуры и станкового портрета, лауреат премии Ленинского Комсомола. Сын, Фёдор Андреевич Васнецов (1959—1996), член Союза художников с 1989 года, участник всесоюзных и московских художественных выставок, в 1995 году в Москве провёл персональную выставку.

## Награды и звания
- Заслуженный художник РСФСР (1977)
- Народный художник РСФСР (1984)
- Народный художник СССР (1991)
- Государственная премия СССР (1979) — за мозаику «Человек и печать» в здании редакции газеты «Известия»
- Премия Ленинского комсомола (1972) — за горельеф «Трубящие Славы» на фасаде Музея боевой комсомольской славы имени Героя Советского Союза Александра Матросова в городе Великие Луки
- Премия Совета Министров СССР (1984) — за художественное оформление Государственного музыкального драматического театра Тувинской АССР (1985)
- Премия Президента Российской Федерации в области литературы и искусства 1998 года (1999)[3].
- Орден Отечественной войны II степени
- Орден Дружбы народов (6 мая 1994) — за большой вклад в развитие изобразительного искусства, плодотворную педагогическую деятельность и укрепление международных культурных связей[4]
- Орден «Знак Почёта»
- Медаль «За боевые заслуги»
- Медаль «За победу над Германией в Великой Отечественной войне 1941-1945 гг.»
- Медаль «За взятие Кенигсберга»
- Медаль «Двадцать лет победы в Великой Отечественной войне 1941-1945 гг.»
- Медаль «Тридцать лет Победы в Великой Отечественной войне 1941-1945 гг.»
- Медаль «Сорок лет Победы в Великой Отечественной войне 1941-1945 гг.»
- Медаль «50 лет Победы в Великой Отечественной войне 1941-1945 гг.»
- Медаль «60 лет Победы в Великой Отечественной войне 1941—1945»
- Медаль «50 лет Вооружённых Сил СССР»
- Медаль «60 лет Вооружённых Сил СССР»
- Медаль «70 лет Вооружённых Сил СССР»
- Золотая медаль РАХ (2000).

## Творческая деятельность
За полвека творчества художником созданы сотни полотен, среди которых:
- «Семья Иванушкиных (Большой обед)» (1953—1956),
- «Женский портрет (А. Леонова)» (1956),
- «Женщина в платке (Тетя Маша)» (1956),
- «Стирающая» (1956—1984),
- «Завтрак» (1960),
- «Вешают белье» (1960),
- «Чистят картошку» (1963),
- «Разговор» (1963),
- «Сборы на охоту» (1973—1985),
- «Лежащая (И. И. Васнецова)» (1975—1985),
- «Год 1919 (Добровольцы)» (1975—1985),
- «Интерьер. Автопортрет с семьей» (1976),
- «Осенний пейзаж с охотниками» (1977),
- «Двое на диване (Е. Д. Нюренберг с дочерью Глашей)» (1980—1985),
- «Похороны солдата» (1980—1985),
- «Боровский Пафнутьев монастырь. Вид с пруда» (1980—1985),
- «Боровский Пафнутьев монастырь. Вид из окна» (1980—1985),
- «Пейзаж с мостом и лошадью» (1980—1985),
- «Мастерская Вавилова, 65 (Портрет А. А. Леоновой)» (1984),
- «Выстрел» (1984),
- «Возвращение с охоты» (1985),
- «Семейный обед» (1986) и многие другие.

Работы художника находятся в многих музеях мира, в том числе в Государственной Третьяковской галерее, Русском музее, государственном музее-заповеднике «Абрамцево».

История транспорта: Пароход

Монументальные произведения художника можно увидеть во многих городах России и зарубежных стран. Среди них:
- панно «Золотая Москва» (в соавторстве с А. Гончаровым и В. Элькониным, 1958)
- сграффито с фресковой подпиской «История стекольного дела в России» в интерьере Дворца культуры стекольного завода имени В. Володарского (Курлово Владимирской области, в соавторстве с В. Элькониным, 1958)
- сграффито «Москва и Варшава» в вестибюле гостиницы «Варшава» в Москве (в соавторстве с В. Элькониным, 1960)
- росписи «Наука» и «Спорт» на торцах фасада Дома культуры в Пензе (в соавторстве с В. Элькониным, 1961)
- сграффито в залах кафе «Дружба» в Москве (в соавторстве с В. Элькониным, 1961)
- рельеф «Музыка» на фасаде концертного зала Дворца пионеров на Ленинских горах в Москве (в соавторстве с Ю. Александровым, И. Александровой, Т. Соколовой и В. Элькониным, 1961—1962)
- мозаика «Морское дно» и рельеф на фасаде плавательного бассейна аэроклуба ДОСААФ в Москве (в соавторстве с Ю. Александровым, И. Васнецовой, В. Элькониным, 1962)
- панно «История почты» и «Космос» в вестибюле почтамта при московском Казанском вокзале (в соавторстве с В. Элькониным, 1962)
- мозаика «Времена года» в интерьере санатория имени А. И. Герцена (в соавторстве с Н. Андроновым, 1966)
- мозаика на фасаде киноконцертного зала «Октябрь» в Москве (в соавторстве с Н. Андроновым и В. Элькониным, 1967)
- мозаика «Покорители космоса» в вестибюле Государственного музея истории космонавтики имени К. Э. Циолковского в Калуге (1966)
- скульптурная композиция «Музы» на фасаде Тульского областного драматического театра имени М. Горького (в соавторстве с И. Васнецовой и Д. Шаховским, 1970)
- декоративные фонари на пилонах фасада МХАТа имени М. Горького (1973)
- скульптурная композиция «История транспорта» в Тольятти (1977)
- интерьер Русского ресторана в Международном центре торговли и научно-технических связей с зарубежными странами (1980)
- мозаики «История отечественного оружия» в вестибюле административного здания Министерства обороны в Москве (1985) и другие.

Руководил реставрационными работами Варваринской церкви в Тольятти.

## Персональные выставки
Выставлялся на молодёжных выставках на Кузнецком мосту с 1954 года. Неоднократно участвовал во всесоюзных, республиканских, зональных, московских и зарубежных выставках (в Германии, Болгарии, Японии, США и др.) В 1987 году в Московском доме художника состоялась первая персональная выставка.